# Frasquita
Versions successives
Personnages
- Frasquita, une jeune tsigane (soprano)
- Armand Mirabeau (ténor)
- Dolly Girot (soprano)
- Hippolyte Gallipot, précepteur (Tenorbuffo)
- Aristide Girot, père de Dolly et oncle d'Armand (comique chanteur)
- Sebastiano, un jeune tsigane

Frasquita est une opérette de Franz Lehár sur un livret d'Alfred Maria Willner et Heinz Reichert.

## Argument
Premier acte
Place devant le port de Barcelone
Le propriétaire de l'usine, Aristide Girot, veut marier sa fille Dolly avec son neveu Armand, qui vient d'arriver à Barcelone avec son ami Hippolyte. Au même moment, un groupe de gitans arrive et Armand remarque la jolie fille gitane nommée Frasquita. Cela vient après une danse enflammée dans laquelle elle tourne les têtes des hommes présents qui se disputent. Armand intervient courageusement et met fin à cette dispute. Cependant, il n'a plus son précieux étui à cigarettes et accuse faussement Frasquita de vol. Quand il voit son erreur, il lui demande pardon. Il se sent attiré par elle et elle accepte ses avances. En réalité, elle prépare un jeu perfide. En guise de vengeance pour le faux soupçon, elle veut le tromper et ensuite se moquer publiquement.
Deuxième acte
Un établissement de nuit
Frasquita est danseuse à l'Alhambra. Armand et son ami Hippolyte sont les invités d'Aristide Girot et de sa fille Dolly. Celle-ci n'est pas contente de l'idée d'être marié à Armand, car elle est tombée amoureuse d'Hippolyte. Celui-ci semble lui rendre la pareille. Pendant ce temps, Armand s'approche de Frasquita, Girot surprend les deux dans une situation encombrante. Il est déçu d'Armand et ne le veut plus comme son gendre. Frasquita voit son plan se lever. Elle a contrecarré le mariage prévu entre Armand et Dolly et se jette aux cous d'autres admirateurs pour continuer à snober Armand. Armand éclate de jalousie et traite Frasquita de prostituée.
Troisième acte
L'appartement d'Armand à Paris
Armand reçoit la visite de son ami Hippolyte, qui l'informe qu'il a depuis épousé Dolly. De façon inattendue, Frasquita vient également lui rendre visite, elle a depuis regretté son comportement et a dû admettre qu'elle était tombée amoureuse d'Armand. Mais il est toujours en colère contre elle et la jette dehors. Enfin, apparaît Aristide Girot, qui veut aider son neveu après tout ce qui s'est passé. Par une ruse, il parvient à réunir Armand et Frasquita et à compléter l'histoire avec une fin heureuse.

## Orchestration
| Instrumentation de Frasquita                      |
| Bois                                              |
| 2 flûtes, 2 clarinettes, 2 hautbois, 2 saxophones |
| Cuivres                                           |
| 4 cors, 2 trompettes, 3 trombones                 |
| Percussions                                       |
| Tambours                                          |
| Instrument à cordes pincées                       |
| 1 harpe, 1 célesta                                |

## Adaptations
Au cinéma
- Frasquita, film autrichien réalisé par Karel Lamač sorti en 1934.

## Source de la traduction
- (de) Cet article est partiellement ou en totalité issu de l’article de Wikipédia en allemand intitulé « Frasquita » (voir la liste des auteurs).